# Igor Levkanič
Igor Levkanič (22. ledna 1909 Renčišov – 18. ledna 1962) byl slovenský a československý politik ukrajinské národnosti (respektive rusínské národnosti), aktivista Ukrajinské národní rady Prjaševčiny, poválečný poslanec Ústavodárného Národního shromáždění za Demokratickou stranu.

## Biografie
Vystudoval práva v Praze. V letech 1939–1940 byl soudcem v Prešov a pracoval zde expozituře Hospodářské kontrolní služby. Angažoval se politicky a veřejně. Překládal z ruštiny.
Po osvobození se angažoval v činnosti Ukrajinské národní rady Prjaševčiny, za kterou zasedal v letech 1945–1946 v Slovenské národní radě. Později utvořil skupinu členů Ukrajinské národní rady navázanou na Demokratickou stranu. Slib poslance Slovenské národní rady složil 6. listopadu 1945.
V parlamentních volbách v roce 1946 se stal členem Ústavodárného Národního shromáždění za Demokratickou stranu. V roce 1947 zasedal v předsednictvu Ukrajinské národní rady. V parlamentu setrval do konce funkčního období, tedy do voleb do Národního shromáždění 1948.